# فابيان سيرارينس
فابيان سيرارينس (بالهولندية: Fabian Serrarens) (9 فبراير 1991 بأمستردام في هولندا - ) هو لاعب كرة قدم هولندي في مركز الهجوم. لعب مع نادي تلستار ‏ والمير سيتي.

## وصلات خارجية
- فابيان سيرارينس على موقع قاعدة بيانات كرة القدم.إي يو (الإنجليزية)
- فابيان سيرارينس على موقع Soccerway.com (الإنجليزية)
- فابيان سيرارينس على موقع عالم كرة القدم.نت (الإنجليزية)